# Ligne 4 du métro de Nanning
Pour les articles homonymes, voir Ligne 4.
La ligne 4 du métro de Nanning (chinois : 南宁轨道交通4号线 / pinyin : Nánníng guǐdào jiāotōng 4 hào xiàn) est la quatrième ligne de métro inaugurée dans le métro de Nanning, le 23 novembre 2020. Associée à la couleur jaune, la ligne commence au sud-ouest à la station de Hongyun Lu et termine au sud-est à la station de Lengtangcun. Dans la deuxième phase, trois stations de plus sont prévues, prolongeant le terminus ouest à la station de Longgang, tandis que dans la phase trois, sept stations de plus sont prévues, prolongeant le terminus est à la station de Xianhu. Avec une longueur de 20,7 km et 16 stations, la ligne est entièrement souterraine.

## Histoire
La couleur de la ligne est choisie du 4 10 janvier 2017 par le conseil municipal. La construction commence le 28 décembre 2015 et était prévue durer 58 mois, avec une inauguration en 2020. Le projet de la ligne 4 avait principalement pour but de réduire la circulation automobile du nouveau district de Wuxiang. La station de Jinxiang Dadao est la première station ouverte. 
La phase 1 est ouverte le 23 novembre 2020 pour des opérations d'essais, en même temps que le prolongement est de la ligne 2. 

## Tracé et stations

### Tracé
La ligne part du sud-ouest pour rejoindre le sud-est. Elle dessert principalement le nouveau district résidentiel de Wuxiang (五象). Elle est située entièrement au sud du fleuve Yong (en).

### Stations
D'une longueur prévue de 24,6 km (actuellement 20,7 km), la ligne a actuellement 16 stations, avec trois stations de plus planifiées pour la phase 2. Il y a quatre stations de transfert, qui permettent de relier la ligne aux lignes 2, 3, 5 (prévu) et 8,.

#### En service
| Nom en chinois (pinyin)                  | Nom en zhuang                | Nom en français (nom anglais officiel)                               | Image | Transfert | District  | Date d'inauguration |
| ---------------------------------------- | ---------------------------- | -------------------------------------------------------------------- | ----- | --------- | --------- | ------------------- |
| 洪运路站 (Hóngyùn lù zhàn)               | Roen Hungzyin                | Hongyun Lu (Hongyun Lu)                                              |       | -         | Jiangnan  | 23 novembre 2020    |
| 那历村站 (Nàlìcūn zhàn)                  | Nazlizcunh                   | Nalicun (Nalicun)                                                    |       | -         | Jiangnan  | 23 novembre 2020    |
| 那洪立交站 (Nàhóng lìjiāo zhàn)          | Nazhungz Lizgyauh            | Viaduc de Nahong (Nahong Overpass)                                   |       | Ligne 5   | Jiangnan  | 23 novembre 2020    |
| 金阳路站 (Jīnyáng lù zhàn)               | Roen Ginhyangz               | Jinyang Lu (Jinyang Lu)                                              |       | -         | Jiangnan  | 23 novembre 2020    |
| 通源路站 (Tōngyuán lù zhàn)              | Roen Dunghyenz               | Tongyuan Lu (Tongyuan Lu)                                            |       | -         | Jiangnan  | 23 novembre 2020    |
| 大沙田站 (Dàshātián zhàn)                | Dasahdenz                    | Dashatian (zh) (Dashatian)                                           |       | Ligne 2   | Liangqing | 23 novembre 2020    |
| 金象大道站 (Jīnxiàng dàdào zhàn)         | Daihloh Ginhsieng            | Jinxiang Dadao (Jinxiang Dadao)                                      |       | -         | Liangqing | 23 novembre 2020    |
| 五象岭站 (Wǔxiànglǐng zhàn)              | Vujsienglingj                | Wuxiangling (Wuxiangling)                                            |       | -         | Liangqing | 23 novembre 2020    |
| 玉象路站 (Yùxiàng lù zhàn)               | Roen Yisieng                 | Yuxiang Lu (Yuxiang Lu)                                              |       | -         | Liangqing | 23 novembre 2020    |
| 总部基地站 (Zǒngbù jīdì zhàn)            | Cungjbu Gihdi                | Quartier des affaires avancées (zh) (Advanced Business Park)         |       | Ligne 3   | Liangqing | 23 novembre 2020    |
| 飞龙路站 (Fēilóng lù zhàn)               | Roen Feihlungz               | Feilong Lu (Feilong Lu)                                              |       | -         | Liangqing | 23 novembre 2020    |
| 体育中心西站 (Tǐyù zhōngxīn xī zhàn)     | Baihsae Dijyuz Cunghsinh     | Centre des sports du Guangxi Ouest (zh) (Guangxi Sports Center West) |       | -         | Liangqing | 23 novembre 2020    |
| 体育中心东站 (Tǐyù zhōngxīn dōng zhàn)   | Baihdoeng Dijyuz Cunghsinh   | Centre des sports du Guangxi Est (zh) (Guangxi Sports Center East)   |       | -         | Liangqing | 23 novembre 2020    |
| 良庆大桥南站 (Liángqìng dàqiáo nán zhàn) | Baihnamz Liengzging Daihgiuz | Pont de Liangqing Sud (Liangqing Bridge South)                       |       | -         | Liangqing | 23 novembre 2020    |
| 良庆圩站 (Liángqìngxū zhàn)              | Liengzginghih                | Liangqingxu (Liangqingxu)                                            |       | -         | Liangqing | 23 novembre 2020    |
| 楞塘村站 (Léngtángcūn zhàn)              | Lwngzdangzcunh               | Lentangcun (Lentangcun)                                              |       | -         | Liangqing | 23 novembre 2020    |

#### En construction
| Nom en chinois (pinyin)         | Nom en zhuang      | Nom en français (nom anglais officiel)    | Image | Transfert | District | Date d'inauguration |
| ------------------------------- | ------------------ | ----------------------------------------- | ----- | --------- | -------- | ------------------- |
| 五象火车站 (Wǔxiàng huǒchēzhàn) | Vujsieng Hojcehcan | Gare de Wuxiang (Wuxiang Railway Station) |       | -         | Yongning | ???                 |
| 清平坡站 (Qīngpíngpō zhàn)      | N/A                | Qingpingpo (Qingpingpo)                   |       | -         | Yongning | ???                 |
| 龙岗站 (Lónggǎng zhàn)          | N/A                | Longgang (Longgang)                       |       | Ligne 8   | Yongning | ???                 |

## Exploitation
La ligne dispose d'un dépôt d'attache à Wuxiang (五象车辆段) et partage le centre de contrôle de Tunli (屯里) avec les autres lignes. La ligne a un matériel roulant de 25 trains pouvant atteindre une vitesse de 80 km/h. Les trains ont 232 sièges, avec une capacité maximale de 2 088 personnes. 